# Socarnes bidenticulatus
Socarnes bidenticulatus is een vlokreeftensoort uit de familie van de Lysianassidae. De wetenschappelijke naam van de soort is voor het eerst geldig gepubliceerd in 1858 door Bate.